# Ancora strega per amore
Ancora strega per amore (I Still Dream of Jeannie), è un film per la televisione del 1991 che prosegue le vicende narrate nella celebre serie Strega per amore e nel film del 1985 Strega per amore - 15 anni dopo.
Come per il precedente film, anche qui il personaggio di Tony Nelson (peraltro quasi del tutto assente) non è interpretato da Larry Hagman,  in vacanza dopo la conclusione di Dallas; compare invece l'interprete del suo eterno rivale in Dallas: Ken Kercheval.

## Trama
Jeannie si ritrova a dover affrontare il fatto che suo marito Tony sia lontano per lavoro, quando improvvisamente scopre che sua sorella le ha giocato un ulteriore brutto tiro: sapendo che nessun genio può rimanere lontano dal proprio padrone per più di tre mesi, ha riferito l'intera questione al capo dei geni. Jeannie è così costretta a mettersi alla ricerca di un padrone temporaneo; la questione è tuttavia complicata dal fatto che il "sostituto" deve obbligatoriamente essere un uomo scapolo.